# Wyrbica (miasto)
Wyrbica (bułg. Върбица) – miasto w północno-wschodniej Bułgarii, nad rzeką Gerilą. Ośrodek administracyjny gminy Wyrbica, leżącej w południowo-zachodniej części obwodu Szumen.
Wyrbica jest położona u podnóża wschodniej części gór Bałkanu. Miejsce to było obszarem zamieszkanym od starożytności przez Traków i Rzymian. Prawdopodobnie w VII w. chan Asparuch osadził w tym rejonie Siewierzan, którzy mieli strzec przejścia przez przełęcz Wyrbica. 26 lipca 811 w okolicach miasta rozegrała się bitwa między Bułgarami, dowodzonymi przez Chana Kruma, a wojskami bizantyjskimi.
Większość mieszkańców utrzymuje się z uprawy roli, pozyskiwania drewna i drobnego handlu. Corocznie, od XIX w. w mieście odbywają się Tradycyjne Targi Jesienne (Традиционен Есенен Панаир).
Miasto zamieszkuje społeczność zróżnicowana etnicznie i wyznaniowo. Oprócz Turków i Pomaków w Wyrbicy mieszkają także Romowie, zarówno ci, którzy wyznają islam, jak i wyznawcy prawosławia. Ok 15 proc. ludności stanowią etniczni Bułgarzy.